# Francisco Daniel Rivera Sánchez
Francisco Daniel Rivera Sánchez MSpS (ur. 15 października 1955 w Guadalajarze, zm. 18 stycznia 2021 w Meksyku) – meksykański duchowny katolicki, biskup pomocniczy Miasta Meksyk w latach 2020–2021.

## Życiorys

### Prezbiterat
Święcenia kapłańskie otrzymał 12 sierpnia 1988 w zgromadzeniu Misjonarzy Ducha Świętego. Po studiach w Hiszpanii został skierowany do Włoch i pracował m.in. jako przełożony domu wolontariackiego w Mombello. Po powrocie do kraju objął funkcję radnego i ekonoma prowincji, w 2010 jej przełożonego, a w 2016 generała zakonu.

### Episkopat
25 stycznia 2020 papież Franciszek mianował go biskupem pomocniczym archidiecezji meksykańskiej, ze stolicą tytularną Aradi. Sakry udzielił mu 19 marca 2020 kardynał Carlos Aguiar Retes.
Zmarł 18 stycznia 2021 na COVID-19.